# Langues jarawanes
Les langues jarawanes sont un groupe de langues parlée au Nigeria, principalement dans l’État de Bauchi ainsi que dans l’État du Plateau, l’État de Taraba et l’État d’Adamawa. Elles sont parfois classées comme appartenant au groupe de langues bantoues ou comme langue non bantoue du groupe de langues bantoïdes méridionales.